# 冀鲁豫抗日根据地
冀鲁豫抗日根据地，也称冀鲁豫军区，为抗日战争期间，中国共产党领导下的抗日根据地。根据地（军区）部队由八路军115师344旅、345旅、新编第2旅组成，黄克诚、杨得志等人组建领导。
1938年，八路军115师部队进入山东省西南地区。1939年2月，第344四旅旅长杨得志等率部分兵力，从晋东南进到濮阳、内黄、滑县一带，并扩建兵源，建立冀鲁豫边区。1940年4月，八路军第二纵队主力在黄克诚率领下，由太行山东进到冀鲁豫边区，同杨得志部会师合编，成立冀鲁豫军区，黄克诚兼任司令员，崔田民任政治委员。同时成立鲁西军区，萧华任司令员兼政治委员，杨勇任副司令员。此后，黄克诚率第344旅和新编第2旅南下。1940年底，冀鲁豫根据地向南发展到陇海线，西、北面接连晋冀豫根据地，东面与山东军区相邻。此后跟随其他抗日根据地组织反攻。1945年，冀鲁豫军区由新成立的晋冀鲁豫军区取代，但冀鲁豫军区仍然存在，直至1949年8月。